# Метровая колея

Измерение ширины колеи

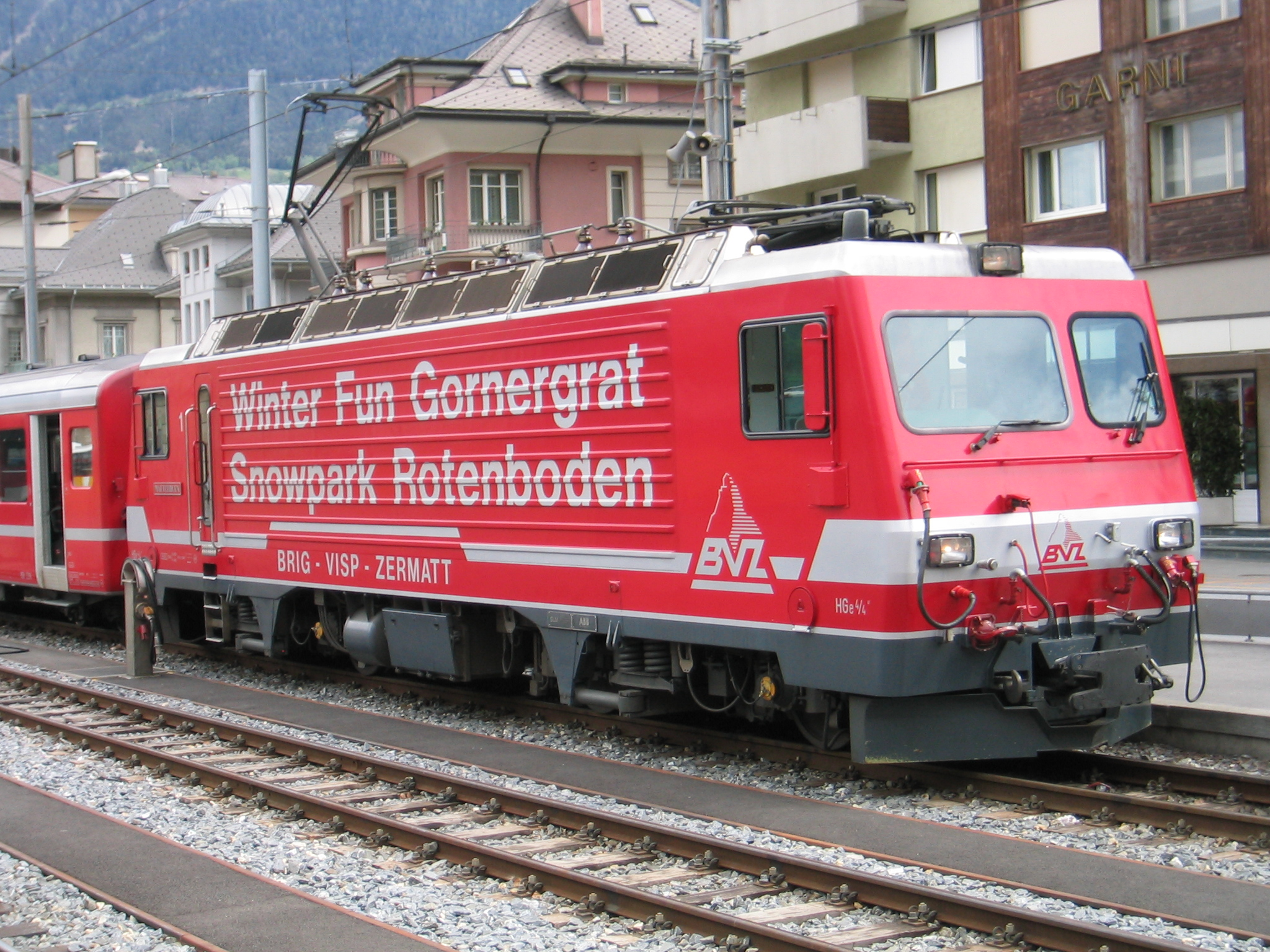
Четырёхосный электровоз HGe 4/4 II колеи 1000 мм, Швейцария. Может эксплуатироваться и на зубчатых железных дорогах. Мощность 1 932 кВт (2 590 л. с.)

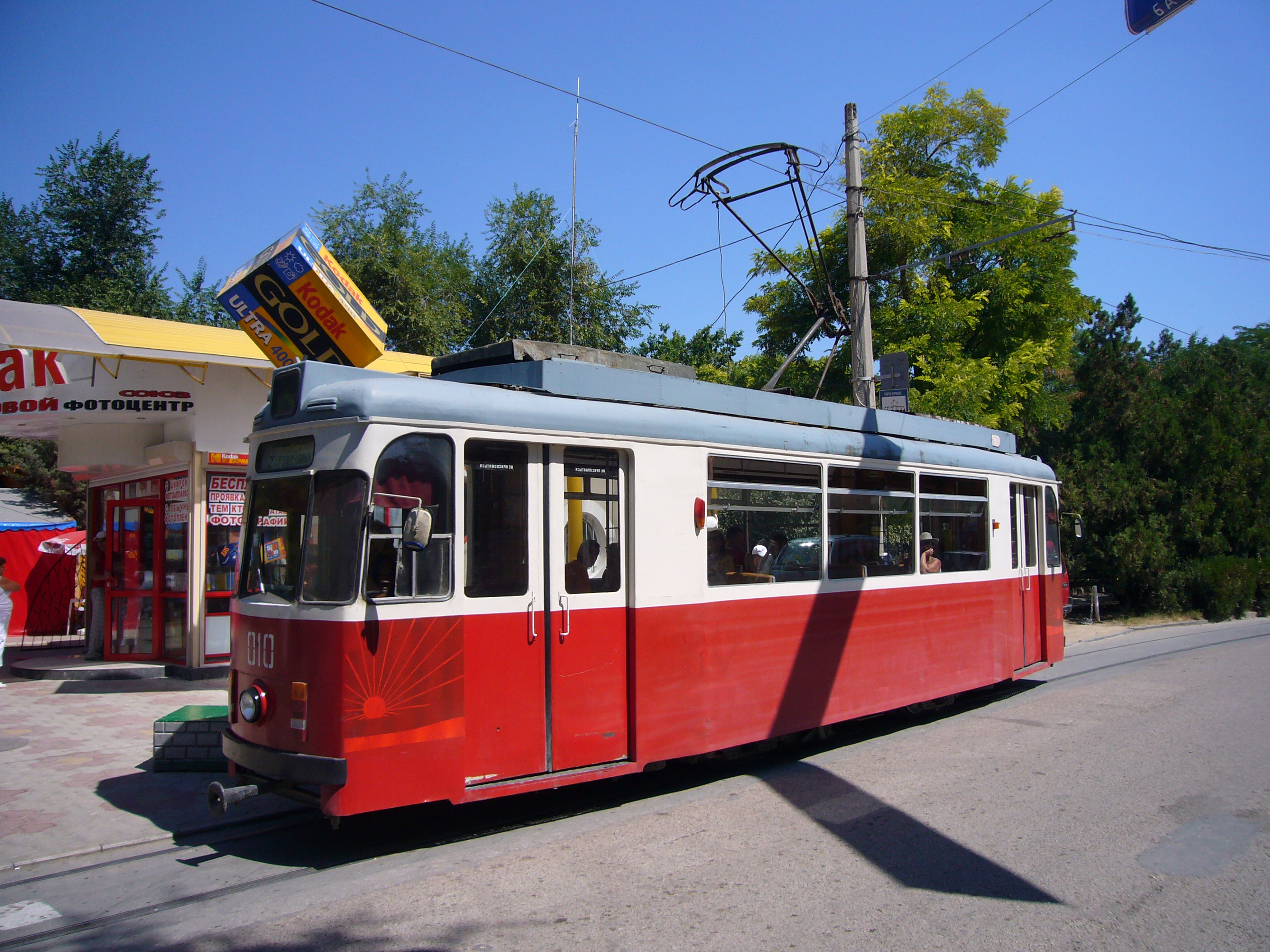
Трамвай «Гота» колеи 1000 мм в Евпатории

1000 мм, метро́вая колея́ — ширина колеи узкоколейных железных дорог. Расстояние между внутренними гранями головок рельсов составляет 1 метр или 1000 миллиметров.
По данным за 2000 год, метровая колея является четвёртой в мире по протяжённости, в общей сложности по состоянию на 2000 год на Земле было 95 тысяч километров железнодорожных путей с этой шириной колеи.

## Область применения
Впервые метровая колея на железных дорогах появилась во Франции, Бельгии и в городах будущей единой Германии. В Европе метровая колея довольно быстро была почти полностью вытеснена и заменена стандартной 1435 мм колеёй, но в бывших европейских колониях метровые железные дороги продолжают занимать существенную долю перевозок.
Метровая колея отличается своей универсальностью и преимуществами.
- По сравнению с железной дорогой более широкой колеи:

1. Сооружение и обслуживание метровой колеи не так затратно,
2. Имеет меньшие радиусы поворотов, поэтому в Швейцарии метровая колея используется на более извилистых горных железных дорогах, в том числе и на дорогах с зубчатой рейкой.

- По сравнению с железной дорогой более узкой колеи:

1. Метровая колея применяется при перевозке значительно бо́льших объёмов грузов,
2. Для более скоростных магистральных железных дорог общего пользования, например: в Таиланде все железные дороги только метровой колеи.

В современной Европе метровая колея в основном используется на пригородных и местных железных дорогах, которые часто имеют характер междугороднего трамвая. Также распространены трамвайные системы с метровой колеёй, особенно в старых городах с узкими улицами. Довольно много таких систем в Германии. Есть страны, где не осталось магистральных железных дорог с метровой колеёй, но есть трамвайные системы, использующие эту колею, например, Бельгия. В Финляндии трамвай Хельсинки также имеет колею 1000 мм.
Метровую ширину колеи имеют метрополитены Бильбао, Валенсии и Пальма-де-Мальорки.
В Российской империи на Рязано-Уральской дороге первоначально метровой колеи была от Покровска до Ершова и от Урбаха до Александрова Гая через Красный Кут. Позднее эти линии были перешиты на нормальную колею: от Покровска до Урбаха и Красного Кута до 1909 года (тогда было открыто движение на Астрахань), а позднее были перешиты линии на Ершов и от Красного Кута до Александрова Гая. В Ершове сохранились ещё отдельные строения, которые построены из шпал, хранящих следы старой колеи – 1000 мм. В Санкт-Петербурге с 1895 по 1910 годы, в зимнее время, на льду Невы эффективно эксплуатировался «ледовый трамвай», имевший колею 1000 мм.
В СССР метровая колея, в основном, была представлена трамвайными сетями многих городов, но только до 1930-х — 1940-х годов (до перешивки на широкую колею, или до ликвидации). Абсолютное большинство узкоколейных железных дорог СССР имели ещё меньшую ширину колеи — 750 мм. Исключением были немногочисленные шахтные узкоколейки. К настоящему времени (2025 год) на постсоветском пространстве сохранились трамвайные системы с метровой колеёй в Калининграде, Пятигорске, Евпатории, Виннице, Житомире, Львове и Лиепае. Раньше трамваи с метровой колеёй были также в Старой Руссе, Пскове, Выборге, Владивостоке, Краснодаре, Симферополе, Севастополе и Ташкенте (до 11 сентября 1968 года).
Единственная в России железная дорога с колеёй 1000 мм, не являющаяся трамваем, принадлежит комбинату «Магнезит» и находится в окрестностях города Сатка Челябинской области. Данная железная дорога выполняет только грузовые перевозки.

## В других странах
Метровая колея используется во многих странах мира, во всех частях света, за исключением Северной Америки, Австралии и Океании. Если считать по общей протяжённости ж.д., то в десятку лидеров по применению метровой колеи входят:
1. Бразилия (23 785 км),
2. Индия (14 406 км),
3. Аргентина (7 922 км),
4. Таиланд (4 071 км),
5. Мьянма (3 955 км),
6. Чили (3 754 км),
7. Боливия (3 519 км),
8. Танзания (2 721 км),
9. Вьетнам (2 169 км),
10. Кения (2 778 км).

В Европе лидерами по распространению метровой колеи являются:
1. Испания (1 928 км, EuskoTren, FEVE),
2. Швейцария (1 339 км, например Бернинская дорога),
3. Греция (961 км).

Примечание: статистика по данным Всемирной книги данных ЦРУ по состоянию на 2005 год. В эту статистику не включается протяжённость линий трамвая, фуникулёра и т. п.

### AfricaRail
AfricaRail — проект включения в единую железнодорожную сеть пока недостаточно связанные дороги в Гвинее, Кот-д’Ивуаре, Буркина-Фасо, Мали, Сенегале, Того и Бенине. Железные дороги этих стран имеют одинаковую ширину колеи 1000 мм. На втором этапе, от общей сети метровой ж.д. должно быть проложено ответвление в (пока не имеющие никаких железных дорог и выхода к морю) Нигер и в Чад, где соединиться с такой же метровой ж.д. линией из Камеруна. Затем, к уже достаточно разветвлённой сети метровых дорог, станет выгодно присоединиться железным дорогам соседних государств: Нигерии, Ганы и других, имеющих иную ширину колеи.